# Donja Trnava (Crveni krst)
Pour les articles homonymes, voir Donja Trnava.
Donja Trnava (en serbe cyrillique : Доња Трнава) est un village de Serbie situé dans la municipalité de Crveni krst et sur le territoire de la ville de Niš, district de Nišava. Au recensement de 2011, il comptait 630 habitants.

## Démographie

### Évolution historique de la population
| 1948  | 1953 | 1961 | 1971 | 1981 | 1991 | 2002 | 2011 |
| ----- | ---- | ---- | ---- | ---- | ---- | ---- | ---- |
| 1 010 | 972  | 987  | 866  | 829  | 728  | 697  | 630  |

|  |